# Sanjin Pehlivanović
Sanjin Pehlivanović (* 11. August 2001) ist ein bosnisch-herzegowinischer Poolbillardspieler. Er wurde 2017 U17-Weltmeister in der Disziplin 9-Ball.

## Karriere
Bei der nationalen Juniorenmeisterschaft Bosnien und Herzegowinas wurde Pehlivanović in den Spielzeiten 2010/11 und 2011/12 Dritter und in der Saison 2012/13 Zweiter. Im März 2012 nahm er erstmals an einem Euro-Tour-Turnier teil, den Bosnia & Herzegovina Open 2012, schied dort jedoch sieglos aus. 2013 schied er ebenfalls sieglos aus. Im August 2014 wurde er durch einen 7:3-Finalsieg gegen den Niederländer Cyriel Ledoux Schülereuropameister in der Disziplin 9-Ball. Wenige Tage später erreichte er bei den Slovenian Open mit dem 33. Platz seine bislang beste Platzierung auf der Euro-Tour.
In der Saison 2014/15 wurde Pehlivanović Bosnisch-herzegowinischer Meister der Herren in den Disziplinen 8-Ball und 9-Ball. Bei der Schülereuropameisterschaft 2015 gewann er durch einen 6:5-Sieg im Endspiel gegen Eklent Kaçi den Titel im 8-Ball. Bei der U17-Weltmeisterschaft 2015 schied er im Viertelfinale gegen den späteren Sieger Daniel Macioł aus. Im Oktober 2015 gewann er durch einen 9:3-Finalsieg gegen den Österreicher Georg Höberl die Salzburg Open. Einen Monat später erreichte er beim Kremlin Cup, nachdem er unter anderem Jewgeni Stalew und Andreas Madsen besiegt hatte, das Halbfinale, in dem er dem Titelverteidiger Ruslan Tschinachow mit 0:8 unterlag.
In der Saison 2015/16 gelang es ihm, seine beiden nationalen Meistertitel aus dem Vorjahr erfolgreich zu verteidigen und zudem den Titel im 14/1 endlos zu gewinnen. Im April 2016 nahm er erstmals an der Europameisterschaft der Herren teil. Beim 9-Ball-Wettbewerb erreichte er die Runde der letzten 32 und unterlag dort dem Deutschen Kevin Becker. Bei der Schülereuropameisterschaft 2016 gewann er drei Medaillen; Nachdem er im 14/1 endlos Dritter geworden war, gewann er durch Finalsiege gegen den Polen Wiktor Zieliński die Titel im 10-Ball und 8-Ball. Wenige Tage später gelang ihm bei den Albanian Open, bei seiner siebten Turnierteilnahme auf der Euro-Tour, erstmals der Einzug in die Finalrunde. Dort erreichte er mit einem 9:8-Sieg gegen Mats Schjetne das Achtelfinale, in dem er dem Polen Konrad Juszczyszyn mit 2:9 unterlag. Bei der U17-Junioren-Weltmeisterschaft 2016 gewann er nach einer Halbfinalniederlage gegen den Mongolen Enkhbold Temuujin die Bronzemedaille.
In der Saison 2016/17 wurde Pehlivanović zum dritten Mal in Folge bosnisch-herzegowinischer Meister in den Disziplinen 8-Ball und 9-Ball. Bei der EM 2017 nahm er wie im Vorjahr an drei Wettbewerben teil und erreichte im 9-Ball das Sechzehntelfinale. Bei der Schüler-EM 2017 zog er dreimal ins Finale ein, lediglich im 10-Ball schied er als Titelverteidiger bereits im Achtelfinale gegen Ivan Galić aus. Nachdem er im 14/1 endlos mit 40:75 gegen den Titelverteidiger Wiktor Zieliński verloren hatte, besiegte er den Polen im 8-Ball (6:4) und im 9-Ball (7:6). Während er im 9-Ball nach 2014 zum zweiten Mal siegreich war, wurde er bereits zum dritten Mal in Folge 8-Ball-Europameister und war damit der erste Spieler in der U17-Altersklasse, der einen EM-Titel in drei aufeinander folgenden Jahren gewann. Bei den Klagenfurt Open 2017 gelangte er zum zweiten Mal auf der Euro-Tour in die Endrunde und kam dabei erstmals über das Achtelfinale hinaus. Im Viertelfinale musste er sich jedoch dem Polen Mateusz Śniegocki mit 8:9 geschlagen geben. Wenig später wurde er in Moskau durch einen 9:1-Finalsieg gegen Robbie Capito U17-Weltmeister.

### Mannschaftskarriere
Seit der Saison 2017/18 spielt Pehlivanović beim deutschen Bundesligisten BSV Dachau.

## Erfolge
- Bosnisch-herzegowinischer 14/1-endlos-Meister: 2015/16, 2017/18, 2018/19
- Bosnisch-herzegowinischer 8-Ball-Meister: 2014/15, 2015/16, 2016/17, 2019/20, 2020/21
- Bosnisch-herzegowinischer 9-Ball-Meister: 2014/15, 2015/16, 2016/17, 2017/18, 2018/19, 2019/20
- Bosnisch-herzegowinischer 10-Ball-Meister: 2017/18
- 8-Ball-Schülereuropameister: 2015, 2016, 2017
- 9-Ball-Schülereuropameister: 2014, 2017
- 10-Ball-Schülereuropameister: 2016
- 9-Ball-Junioren-Europameister: 2018
- 10-Ball-Junioren-Europameister: 2019
- U17-Weltmeister: 2017
- Salzburg Open: 2015